# Anthurium lucens
Anthurium lucens är en kallaväxtart som beskrevs av Paul Carpenter Standley. Anthurium lucens ingår i släktet Anthurium och familjen kallaväxter. Inga underarter finns listade.